# Osiedle Stanisława Staszica (Pruszków)
Osiedle Stanisława Staszica (dawniej Osiedle Nowa Wieś) – osiedle mieszkaniowe w Pruszkowie, położone w zachodniej części miasta. Obejmuje obszar ograniczony ulicami: Powstańców, Akacjową, Działkową i Aleją Wojska Polskiego. Podzielone jest na części: Osiedle Staszica A i Osiedle Staszica B. Osiedle zbudowano w latach 1978-1986, znaczną większość budynków na osiedlu stanowią bloki mieszkalne zbudowane technologią wielkopłytową. 

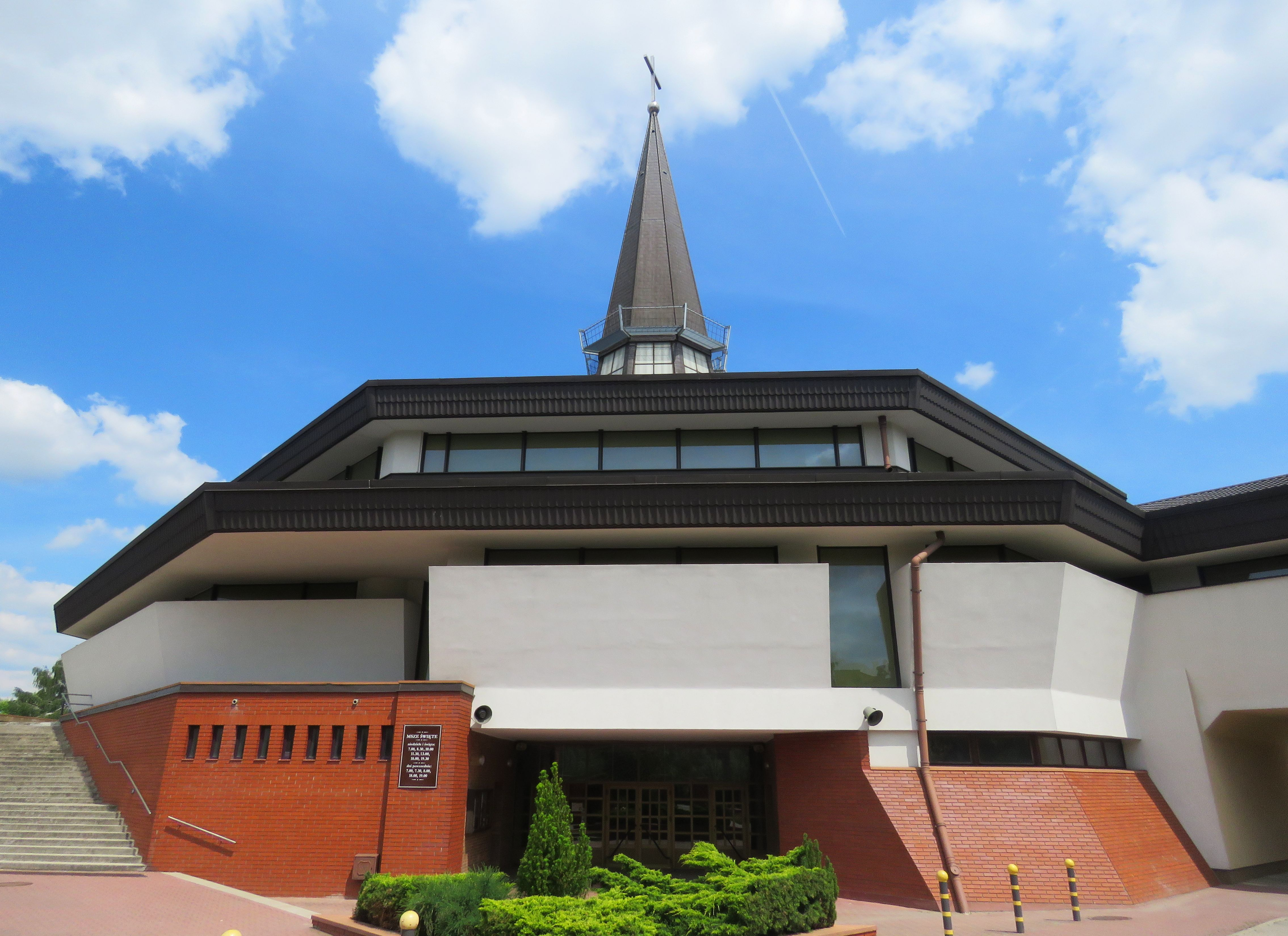
Kościół pw. św. Józefa Oblubieńca Najświętszej Maryi Panny

Ważniejszymi obiektami na osiedlu są: Kościół parafialny pw. św. Józefa Oblubieńca Najświętszej Maryi Panny, Szkoła Podstawowa nr 2 im. Kornela Makuszyńskiego oraz Przedszkola Miejskie nr 13 i 14. Przez obszar osiedla przebiega linia kolejowa nr 512. 
Z Osiedla Staszica kursuje autobus ZTM linii 817 (Pruszków os. Staszica – Warszawa Zachodnia).